# 张宗禹
张宗禹（？—1868年？），在《清史稿》被蔑稱為張總愚，外号小阎王，安徽亳州雉河集（今涡阳）人，清末捻军首领。

## 生平
张宗禹出身地主家庭；1855年跟隨族叔张乐行参加雉河集会盟。后转战苏、豫、陕、鄂、皖，太平天国封其為梁王。
1863年張樂行被清兵所殺後，張宗禹統領其眾繼續作戰，1864年捻軍与太平天国遵王赖文光部合编，組成新捻军，在湖北、安徽、山东等地，以骑兵为主，步兵配合，流动作战。
1865年歼灭清僧格林沁科尔沁親王部，殺僧格林沁，震動華北；并粉碎湘军曾国藩的封锁。
1866年捻軍分為東西兩支，張宗禹率西捻军从河南入陕，联合回民军。1867年1月，西捻軍于西安灞桥大败清军。同年12月，西捻軍为援助遵王赖文光所率东捻军，从陕北东下，经山西至直隶。
宗禹得悉東捻軍覆敗後，打算返回陝西，為清軍所阻，只好轉戰直隸、河南、山東一帶。西捻軍一度逼近天津，然後南下山东；次年7月被清军包围，在济阳玉林镇战败。
1868年8月，从荏平南镇渡过徒骇河边，下落不明，一說是投水而死。另一說渡河后定居在沧县孔家庄。1890年代去世。安葬在孔家庄。还有一说张宗禹出家为僧。